# Constitution égyptienne de 2012
Pour les articles homonymes, voir Constitution de la République arabe d'Égypte et Constitution de l'Égypte.
Lire en ligne

Constitution de 2012 sur le site de l'université de Perpignan

Constitution égyptienne de 1971 Constitution égyptienne de 2014
La Constitution égyptienne de 2012 est la loi fondamentale de l'Égypte de 2012 à 2014. Elle succède à la constitution de 1971. Adoptée le 26 décembre 2012 après un référendum , la constitution est suspendue par l'armée égyptienne après la destitution du président puis abrogée après avoir été remplacée par la constitution de 2014 .

## Histoire
Le 3 juin 2013, la Cour constitutionnelle suprême annule l'Assemblée constituante et le Conseil consultatif qui l'avaient approuvée, mais le premier reste en place jusqu'à l'élection de la Chambre des représentants.

## Pages connexes
- Constitution égyptienne de 1971
- Constitution égyptienne de 2014